# Kęstutis Trečiokas
Kęstutis Trečiokas (ur. 3 marca 1957 w Telszach) – litewski polityk, inżynier i samorządowiec, od 2014 do 2016 minister środowiska.

## Życiorys
W 1975 zdał egzamin maturalny, a w 1982 ukończył studia na wydziale elektrotechnicznym Instytutu Politechnicznego w Kownie. W 1991 został absolwentem zarządzania na Uniwersytecie Wileńskim.
W latach 1982–1993 pracował na różnych stanowiskach w przedsiębiorstwie Mastis, następnie do 1998 jako dyrektor zarządzający spółki Telteksa. Przez dziesięć lat pracował jako wykładowca w kolegium nauk społecznych (uczelni niepublicznej) w Kłajpedzie. Był doradcą mera rejonu telszańskiego, dyrektorem wydziału planowania strategicznego i inwestycji oraz dyrektorem administracji samorządowej. Od 1995 wybierany na radnego rejonu telszańskiego.
Od 1987 do 1990 należał do Komunistycznej Partii Litwy, w 1994 dołączył do Litewskiego Związku Centrum, a w 2002 do Partii Liberalno-Demokratycznej, przekształconej w Porządek i Sprawiedliwość.
W 2013 został wiceministrem środowiska, a 17 lipca następnego roku stanął na czele resortu tego resortu w rządzie Algirdasa Butkevičiusa. Zakończył pełnienie tej funkcji 13 grudnia 2016. W 2019 ponownie został radnym rejonu telszańskiego.